# Xylophanes tyndarus
Xylophanes tyndarus là một loài bướm đêm thuộc họ Sphingidae. Nó sống ở México và Belize to Brasil và westward into Bolivia.

## Hình ảnh

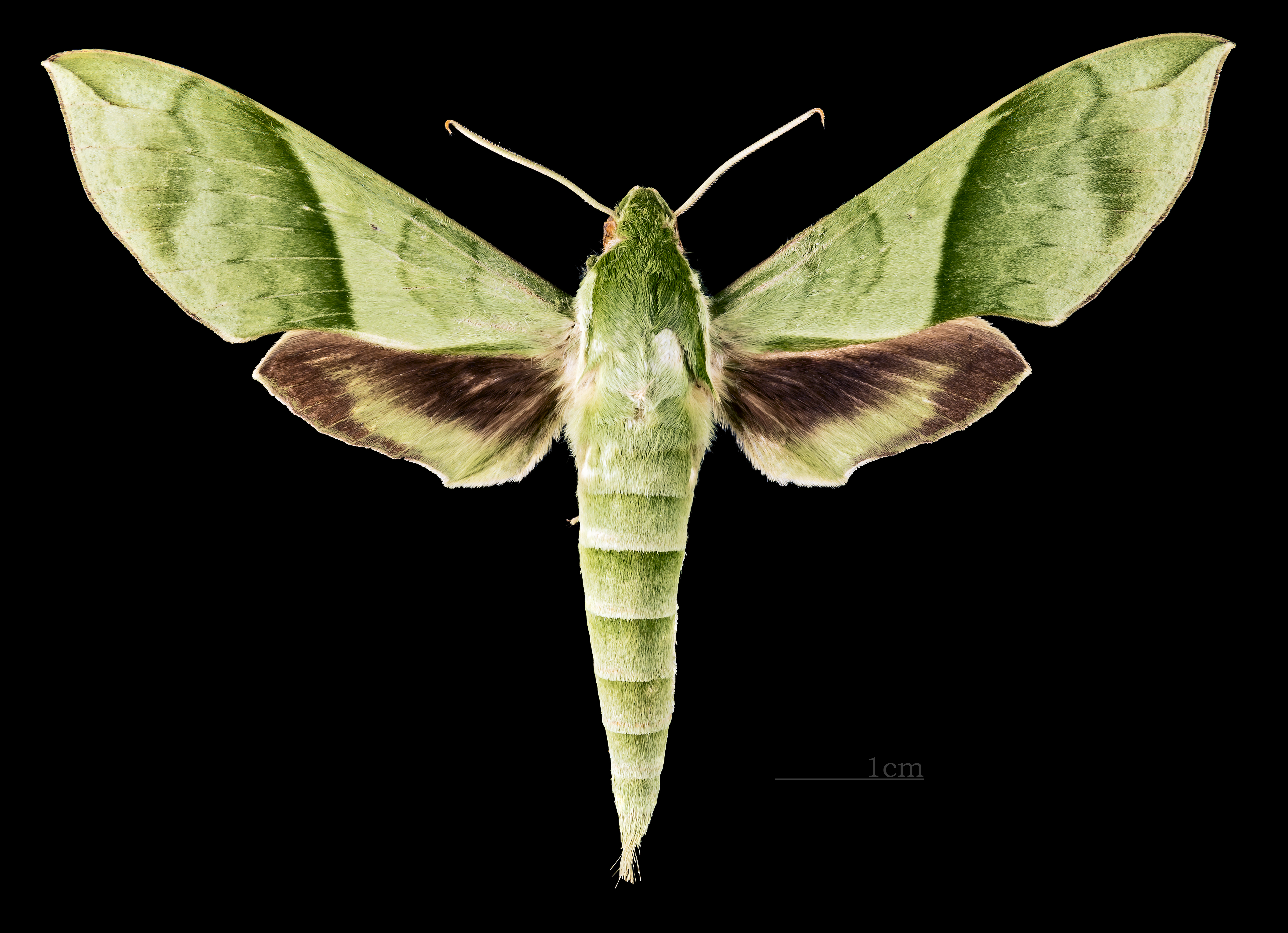
♂
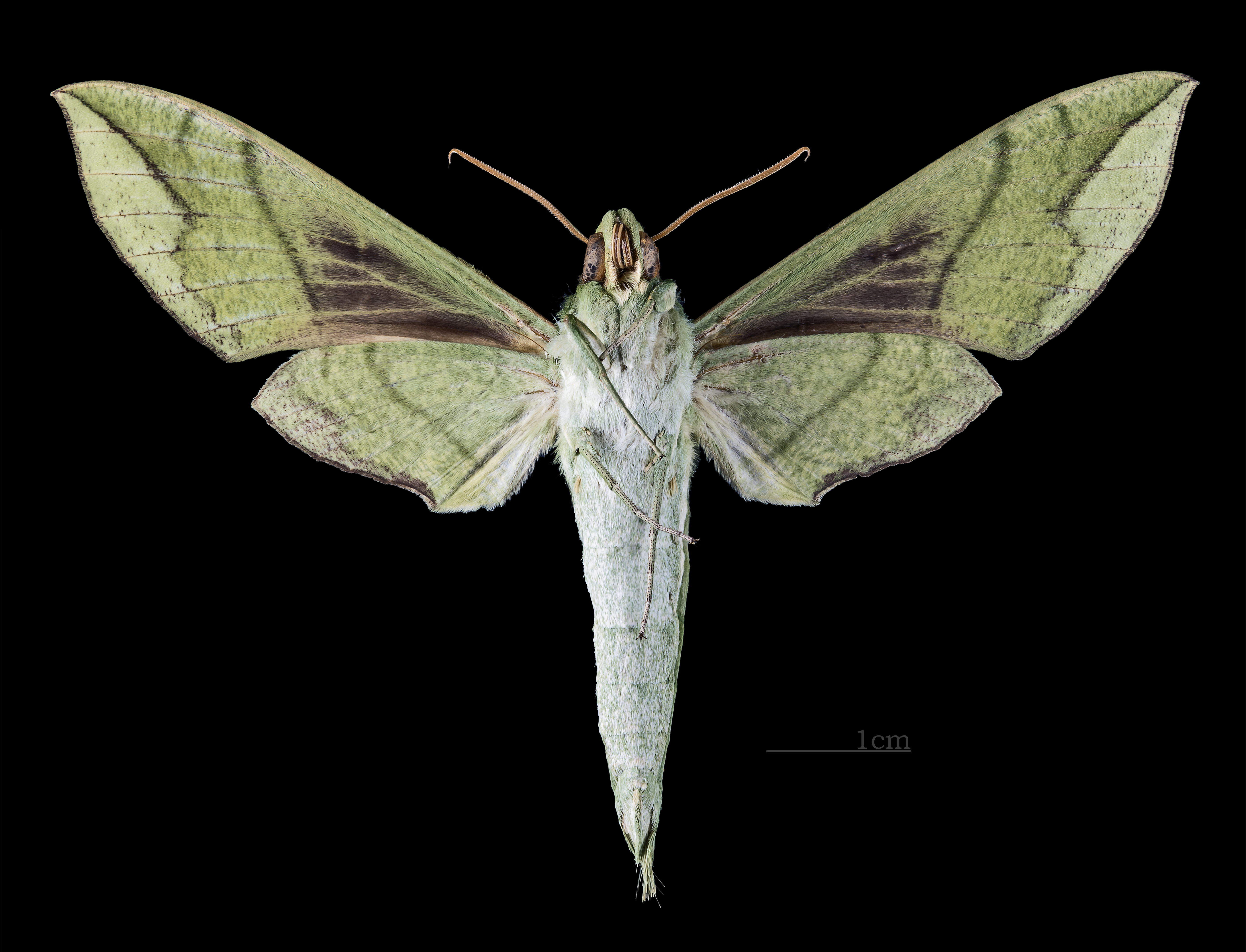
♂ △
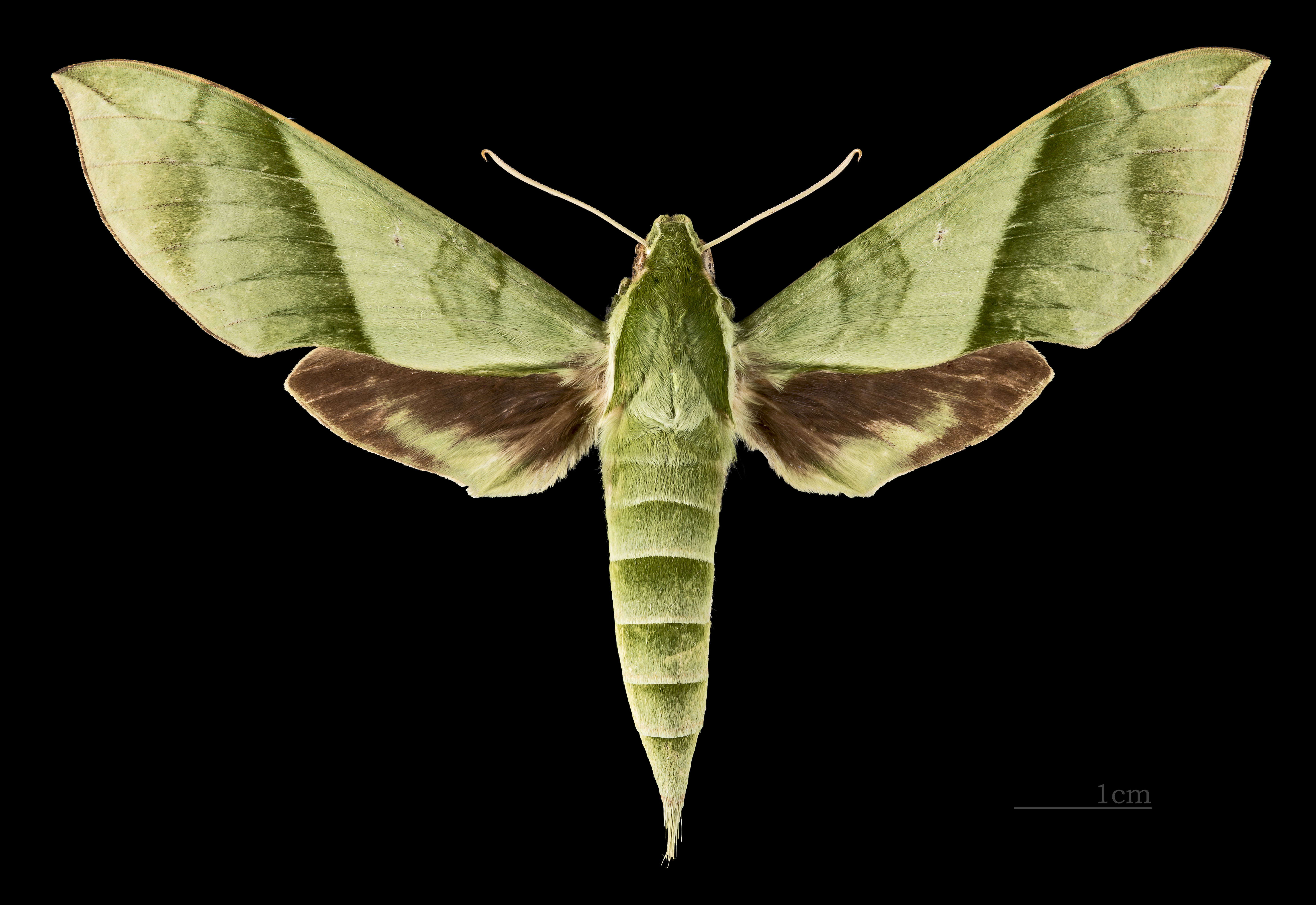
♀
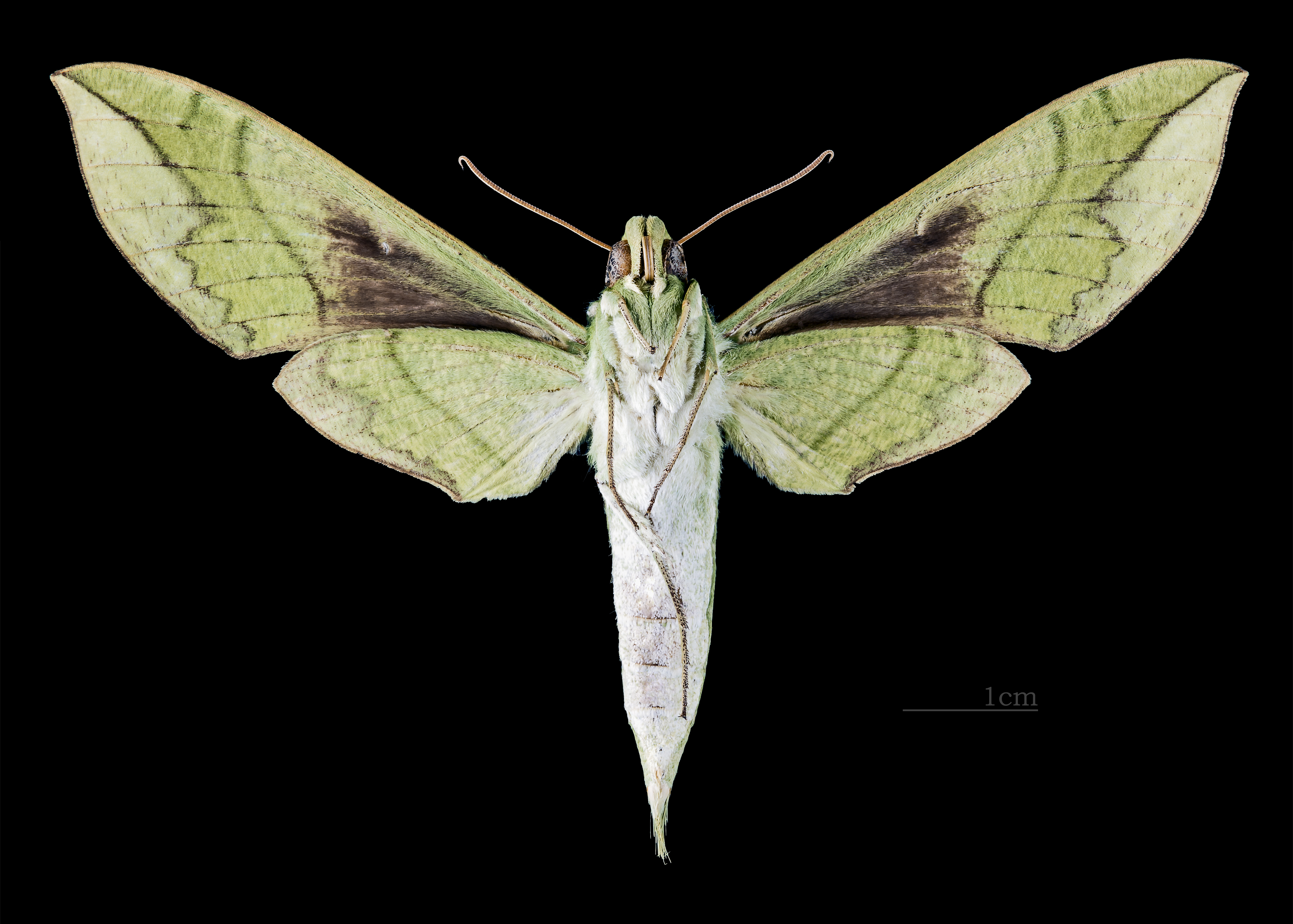
♀ △